# Desmodema lorum
Desmodema lorum is een straalvinnige vissensoort uit de familie van spaanvissen (Trachipteridae). De wetenschappelijke naam van de soort is voor het eerst geldig gepubliceerd in 1977 door Rosenblatt & Butler.